# تربة موضعية

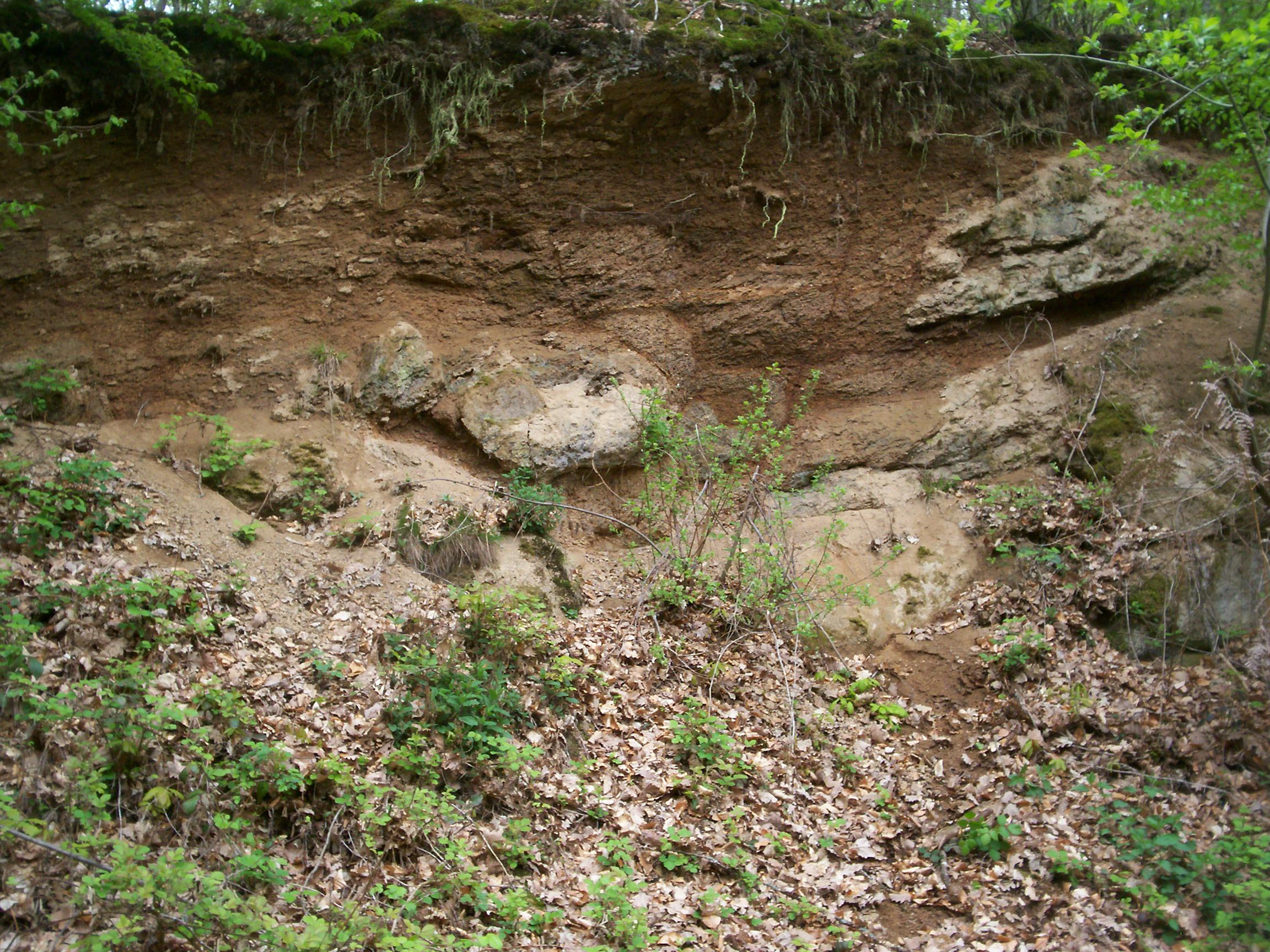

التربة الموضعية أو الرُّكام الموضعي أو الرواسب الموضعية أو النُّحَاتة أو القُرارة التفتُّتِيَّة في الجيولوجيا هي تلك الرواسب الجيولوجية والتربة المستمدة من التجوية بالإضافة إلى حركة الجاذبية أو التراكمات.
عملية إزالة المواد من الآفاق الجيولوجية أو التربة تسمى الإزالة أو الترشيح. هناك اختلاف في استخدام هذا المصطلح في الجيولوجيا وعلوم التربة. في علم التربة، الإزاحة هو نقل مادة التربة من الطبقات العليا من التربة إلى مستويات أقل عن طريق الترسيب الهابط للمياه عبر آفاق التربة، وتراكم هذه المادة (الرواسب غير الطبيعية) في المستويات الأدنى يُسمى «تراكمية آفاقية». في الجيولوجيا، المادة التي تمت إزالتها ليست ذات صلة، والرواسب هي المادة المتبقية. يحدث الإطالة عندما يتجاوز هطول الأمطار التبخر.
أفق التربة المتكون بسبب الإزالة هو منطقة التربة الموضعية. في ملف تعريف نموذجي للتربة، يشير الأفق الشفاف إلى منطقة ذات لون فاتح تقع إما في الجزء السفلي من أفق A (الرمز: Ae) أو داخل أفق متميز (أفق E) أسفل A، حيث تكون العملية أكثر كثافة وسرعة. ومع ذلك، تعتبر بعض المصادر أن المنطقة العلوية هي أفق A بالإضافة إلى أفق E (المتميز)، حيث يحدث الإلغاء تقنياً في كليهما.
رواسب خام التربة الموضعية هي رواسب التنجستن والذهب الغريني التي تشكلت بالاستقرار وإثراء التذرية أو إزالة المواد ذات الكثافة المنخفضة.